# CE 마크

CE 마크

CE 마크(Conformite Europeenne Mark)는 제품이 안전, 건강, 환경 그리고 소비자 보호와 관련된 유럽 규격의 조건들을 준수한다는 의미이다.